# Солодов Сергій Миколайович
Сергій Миколайович Солодов (16 грудня 1950, Луганськ) — радянський і український актор театру і кіно. Заслужений артист України.

## Біографія
Сергій Солодов народився 16 грудня 1950 в Луганську. У 1970 закінчив Луганське державне училище культури та мистецтв. З 1970 — актор Луганського обласного російського драматичного театру. 
На даний момент грає у Київському театрі драми і комедії на лівому березі Дніпра. Є режисером і художником-постановником театральних вистав «Чоловік за замовленням» (рос. «Мужчина по заказу»), «Моя дружина йде до італійця» («Моя жена уходит к итальянцу»), "З коханням не жартують" ("С любовью не шутят"), "Історія гріхопадіння" ("История грехопадения"). У 1998 отримав звання заслуженого артиста України.

## Театральні ролі

### Луганський драматичний театр
- Сева — «Когда погаснет свет»
- Бертрам — «Загнанная лошадь»
- Самсон — «Чума на оба ваши дома»
- Хлестаков — «Ревизор»
- Рафаель — «Дом сумасшедших»
- Костантин — «Мужчина по заказу»
- Мефистофель — «Фауст и смерть»
- Дюла — «Проснись и пой!»
- Олешунин — «Красавец-мужчина»
- Эрнандо — «Хитроумная влюблённая»
- Дромио — «Комедия ошибок»
- Дон Педро — «С любовью не шутят»
- Очкарик — «А поутру они проснулись»
- Подколесин — «Женитьба»
- Аметистов — «Зойкина квартира»
- Шут — «Король Лир»
- Белогубов — «Доходное место»
- Папа Сталина — «Чонкин»
- Керенский — «Дальше...дальше...дальше...»
- Вильям — «Моя жена-лгунья»
- Бесприданник — «Бесприданник»

### Київський театр драми і комедії на лівому березі Дніпра
- Леонід Степанович Желтухін — «26 комнат»
- Джон Валлоне — «Врём чистую правду»
- Жінка — «Голубчики мои!..»
- Наполеон Бонапарт — «Корсиканка»
- Правоохоронець — «Очередь»
- Доктор Робінзон — «Том Сойер»
- Констебль Воррен — «Наш городок»
- Єпіходов — «Вишневый сад»
- Командор — «Соблазнить, но не влюбиться»
- Віллі — «Розовый мост»
- Ральф — «Четыре причины выйти замуж»
- Ревкін — «Играем Чонкина»
- Бернар — «Идеальная пара»

## Фільми та серіали
| Рік  | Фільм                                                        | Роль                  |
| ---- | ------------------------------------------------------------ | --------------------- |
| 2005 | Золоті хлопці (Золотые парни) (телесеріал)                   |                       |
| 2007 | Повернення Мухтара-4 (Возвращение Мухтара-4) (телесеріал)    | Ляхов                 |
| 2007 | Міський пейзаж (Городской пейзаж)                            | Оперативний працівник |
| 2007 | На мості (На мосту)                                          | Ігор Павлович         |
| 2007 | Серцю не накажеш (Сердцу не прикажешь) (телесеріал)          | Олешин                |
| 2009 | Блудные дети (телесеріал)                                    | Сорокін               |
| 2009 | Вагома підстава для вбивства (Веское основание для убийства) | Інструктор            |
| 2010 | Маршрут милосердя (Маршрут милосердия) (телесеріал)          | Михайло Кочергін      |
| 2011 | Горобчик (Воробушек) (телевізійний фільм)                    | Чиновник              |
| 2020 | Проти течії (телесеріал)                                     | Прозоров              |